# Governo Golob

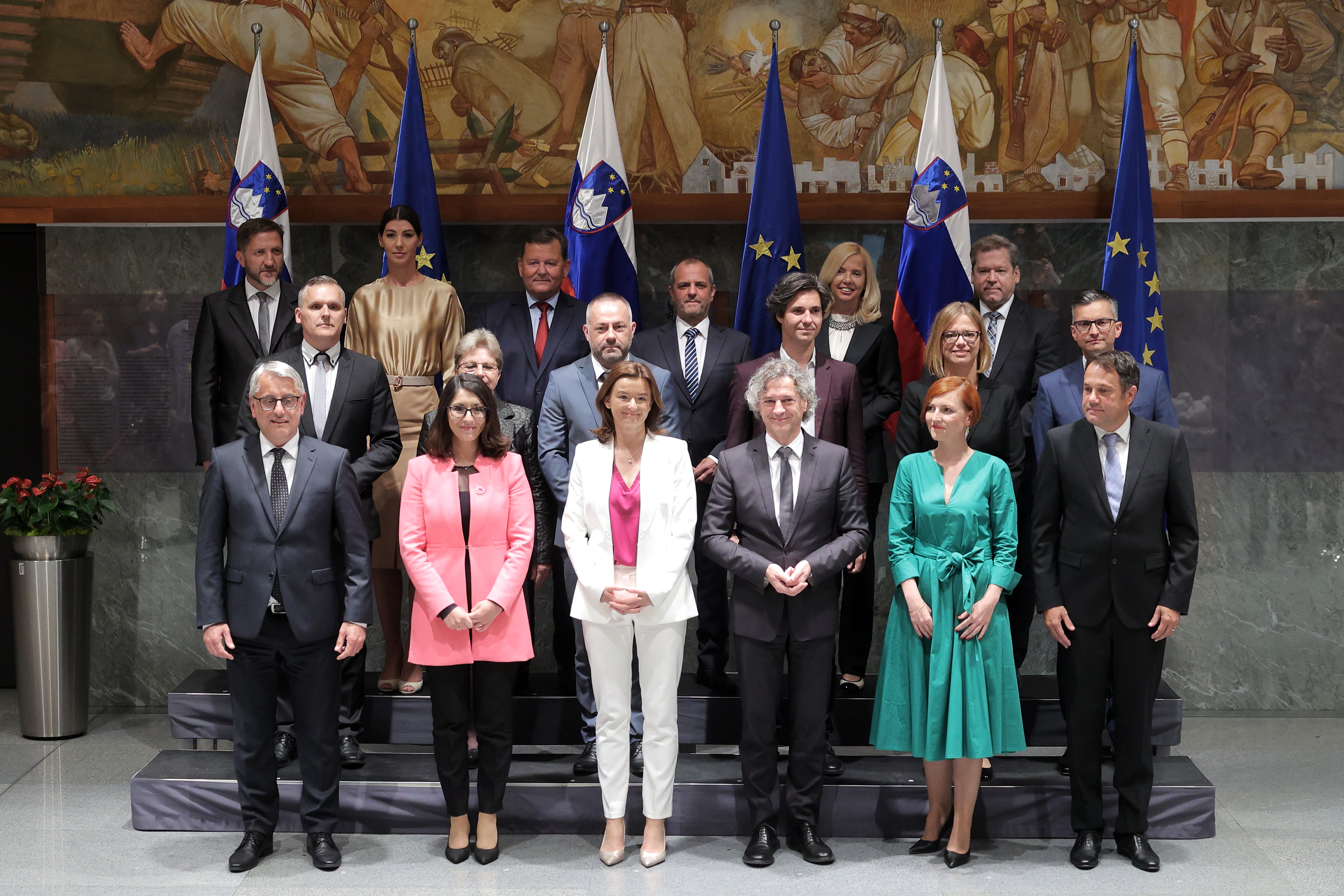
Il Governo al momento del suo giuramento, 1º giugno 2022.

Il Governo Golob è il 15º ed attuale governo della Slovenia, in carica a partire dal 1º giugno 2022 e guidato da Robert Golob.
Esso è nato in seguito alla vittoria del partito Movimento Libertà (GS) alle elezioni parlamentari del 2022.

## Compagine di governo

### Appartenenza politica
L'appartenenza politica dei membri del Governo alla sua formazione era la seguente:
| Partito | Partito                | Presidente | Ministri | Totale |
| ------- | ---------------------- | ---------- | -------- | ------ |
|         | Movimento Libertà (GS) | 1          | 13       | 14     |
|         | Socialdemocratici (SD) | -          | 4        | 4      |
|         | La Sinistra (LEVICA)   | -          | 3        | 3      |
| Totale  | Totale                 | 1          | 20       | 21     |

### Situazione parlamentare
| Camera              | Collocazione          | Partiti                                                | Seggi   |
| ------------------- | --------------------- | ------------------------------------------------------ | ------- |
| Assemblea nazionale | Maggioranza/App. est. | GS (41), SD (7), LEVICA (5) Appoggio esterno: MIN. (2) | 53 / 90 |
| Assemblea nazionale | Opposizione           | SDS (27), N.Si (8)                                     | 35 / 90 |

## Composizione
Movimento Libertà (GS)
     Socialdemocratici (SD)
     La Sinistra (LEVICA)
| Presidenza del Governo                                   | Presidenza del Governo | Presidenza del Governo | Presidenza del Governo                                               | Presidenza del Governo |
| Carica                                                   | Titolare               | Titolare               | Titolare                                                             | Partito                |
| -------------------------------------------------------- | ---------------------- | ---------------------- | -------------------------------------------------------------------- | ---------------------- |
| Presidente del Governo                                   |                        |                        | Robert Golob                                                         | GS                     |
| Prima Vicepresidente del Governo                         |                        |                        | Tanja Fajon                                                          | SD                     |
| Secondo Vicepresidente del Governo                       |                        |                        | Luka Mesec                                                           | LEVICA                 |
| Terzo Vicepresidente del Governo (soppresso)             |                        |                        | Danijel Bešič Loredan (fino 7 giugno 2023)                           | GS                     |
| Ministri senza portafoglio                               |                        |                        |                                                                      |                        |
| Sloveni all'estero                                       |                        |                        | Matej Arčon                                                          | GS                     |
| Ministeri                                                |                        |                        |                                                                      |                        |
| Ministri                                                 | Ministri               | Ministri               | Ministri                                                             | Partito                |
| Affari Esteri                                            |                        |                        | Tanja Fajon                                                          | SD                     |
| Lavoro, Famiglia, Affari sociali e Pari opportunità      |                        |                        | Luka Mesec                                                           | LEVICA                 |
| Interno                                                  |                        |                        | Tatjana Bobnar (fino al 14 dicembre 2022)                            | GS                     |
| Interno                                                  |                        |                        | Robert Golob (ad interim) (dal 14 dicembre 2022 al 21 febbraio 2023) | GS                     |
| Interno                                                  |                        |                        | Boštjan Poklukar (dal 21 febbraio 2023)                              | GS                     |
| Difesa                                                   |                        |                        | Marjan Šarec (fino al 16 luglio 2024)                                | GS                     |
| Difesa                                                   |                        |                        | Robert Golob (ad interim) (dal 16 luglio al 7 ottobre 2024)          | GS                     |
| Difesa                                                   |                        |                        | Borut Sajovic (dal 7 ottobre 2024)                                   | GS                     |
| Finanze                                                  |                        |                        | Klemen Boštjančič                                                    | GS                     |
| Salute                                                   |                        |                        | Danijel Bešič Loredan (fino 7 giugno 2023)                           | GS                     |
| Salute                                                   |                        |                        | Robert Golob (ad interim) (dal 7 giugno al 13 ottobre 2023)          | GS                     |
| Salute                                                   |                        |                        | Valentina Prevolnik Rupel (dal 13 ottobre 2023)                      | GS                     |
| Sviluppo economico e tecnologico, turismo e sport        |                        |                        | Matjaž Han                                                           | SD                     |
| Giustizia                                                |                        |                        | Dominika Švarc Pipan                                                 | SD                     |
| Pubblica Amministrazione                                 |                        |                        | Sanja Ajanovič Hovnik (fino al 9 ottobre 2023)                       | GS                     |
| Pubblica Amministrazione                                 |                        |                        | Klemen Boštjančič (ad interim) (dal 9 ottobre al 7 dicembre 2023)    | GS                     |
| Pubblica Amministrazione                                 |                        |                        | Franc Props (dal 7 dicembre 2023)                                    | GS                     |
| Istruzione, scienza e sport (soppresso)                  |                        |                        | Igor Papič (fino al 9 gennaio 2023)                                  | GS                     |
| Istruzione (istituito)                                   |                        |                        | Darjo Felda (dal 24 gennaio 2023)                                    | GS                     |
| Istruzione superiore, scienza ed innovazione (istituito) |                        |                        | Igor Papič (dal 24 gennaio 2023)                                     | GS                     |
| Infrastrutture                                           |                        |                        | Bojan Kumer (fino al 9 gennaio 2023)                                 | GS                     |
| Infrastrutture                                           |                        |                        | Robert Golob (ad interim) (dal 9 al 24 gennaio 2023)                 | GS                     |
| Infrastrutture                                           |                        |                        | Alenka Bratušek (dal 24 gennaio 2023)                                | GS                     |
| Cultura                                                  |                        |                        | Asta Vrečko                                                          | LEVICA                 |
| Agricoltura, Foreste e Alimentazione                     |                        |                        | Irena Šinko (fino al 13 ottobre 2023)                                | GS                     |
| Agricoltura, Foreste e Alimentazione                     |                        |                        | Marjan Šarec (ad interim) (dal 13 ottobre 2023 al 12 gennaio 2024)   | GS                     |
| Agricoltura, Foreste e Alimentazione                     |                        |                        | Mateja Čalušić (dal 12 gennaio 2024)                                 | GS                     |
| Risorse naturali e Pianificazione territoriale           |                        |                        | Uroš Brežan (fino al 9 ottobre 2023)                                 | GS                     |
| Risorse naturali e Pianificazione territoriale           |                        |                        | Alenka Bratušek (ad interim) (dal 9 ottobre al 7 dicembre 2023)      | GS                     |
| Risorse naturali e Pianificazione territoriale           |                        |                        | Jože Novak (dal 7 dicembre 2023)                                     | GS                     |
| Ambiente, Clima ed Energia (istituito)                   |                        |                        | Bojan Kumer (dal 24 gennaio 2023)                                    | GS                     |
| Futuro solidale (istituito)                              |                        |                        | Simon Maljevac (dal 24 gennaio 2023)                                 | LEVICA                 |
| Trasformazione Digitale                                  |                        |                        | Emilija Duh Stojmenova                                               | GS                     |
| Trasformazione Digitale                                  |                        |                        | Ksenija Klampfer                                                     | GS                     |
| Sviluppo e Politiche di coesione europee                 |                        |                        | Aleksander Jevšek                                                    | SD                     |

Fonte: Sito ufficiale del governo della Repubblica di Slovenia

## Modifiche iniziali rispetto al precedente governo
Nel Governo Golob sono state attuate le seguenti modifiche ministeriali:
- È stato istituito un nuovo Ministero dell'Ambiente, del Clima e dell'Energia, responsabile dell'ambiente, della gestione dei rifiuti e dei cambiamenti climatici (competenza precedentemente affidata al Ministero dell'Ambiente e della Pianificazione Territoriale), e dei trasporti pubblici, della politica dei trasporti, della mobilità sostenibile, dell'energia e delle fonti rinnovabili (precedentemente affidata al il Ministero delle Infrastrutture);

- È stato elevato a rango ministeriale, con il nome di Ministero della Trasformazione Digitale, il precedente “Ufficio del Governo per la Trasformazione Digitale”, divenuto responsabile della tecnologia e dell'informazione nella pubblica amministrazione;

- Il Ministero dell'Istruzione Superiore, della Scienza e dell'Innovazione è divenuto responsabile dell'istruzione superiore, della scienza e della ricerca (competenze precedentemente affidate al Ministero dell'Istruzione), dello sport, dello sviluppo tecnologico e dell'innovazione (precedentemente affidate al Ministero dello Sviluppo Economico e della Tecnologia);

- È stato istituito il nuovo Ministero del Futuro Solidale, responsabile dell'assistenza a lungo termine (precedentemente affidata al Ministero della Salute), della politica abitativa (precedentemente affidata al Ministero dell'Ambiente e della Pianificazione Territoriale) e della democrazia economica;

- È stato elevato a rango ministeriale, con il nome di Ministero dello Sviluppo Regionale e della Coesione, il precedente “Ufficio governativo per lo Sviluppo e la Coesione”, divenuto responsabile anche dello sviluppo regionale (precedentemente affidato al Ministero dello Sviluppo Economico e della Tecnologia);

- È stato elevato a rango ministeriale, con il nome di Ministero per gli Sloveni all’Estero, il precedente “Ufficio governativo per gli Sloveni all’Estero”, mantenendo, tuttavia, le stesse competenze;

- Il “Ministero dell'Ambiente e della Pianificazione Territoriale” è stato rinominato in Ministero delle Risorse Naturali e della Pianificazione Territoriale, ed è divenuto responsabile solo della natura, delle acque, della sicurezza nucleare e della pianificazione territoriale, ma anche dell'estrazione mineraria (competenza precedentemente affidata al Ministero delle Infrastrutture);

- Il Ministero dello Sviluppo Economico e della Tecnologia è stato rinominato in Ministero dell'Economia, del Turismo e dello Sport ed è divenuto altresì responsabile dello sport (competenza precedentemente affidata al Ministero dell'Istruzione, della Scienza e dello Sport), ma non è più responsabile della tecnologia e dell'innovazione;

- Il “Ministero dell'Istruzione, della Scienza e dello Sport” è stato rinominato in "Ministero dell'Istruzione", ed è divenuto responsabile solo dell'istruzione primaria e secondaria, dell'istruzione degli adulti e della gioventù;

- Il Ministero delle Infrastrutture è divenuto responsabile solo delle infrastrutture stradali e di altro tipo;

- Il Ministero della Salute è divenuto responsabile solo dell'assistenza a lungo termine;

- Il Ministero della Pubblica Amministrazione non è stato più responsabile della tecnologia dell'informazione nella pubblica amministrazione; e

- Il “Ministero degli Affari Esteri” è stato rinominato in Ministero degli Affari Esteri ed Europei, senza cambiamenti nelle responsabilità.

Non sono state previste, invece, modifiche per i Ministeri dell'Interno, della Giustizia, delle Finanze, della Difesa, dell'Agricoltura, delle Foreste e dell'Alimentazione, del Lavoro, della Famiglia, degli Affari Sociali e delle Pari Opportunità e della Cultura.

## Politiche

### Politica estera
Il primo mistro Golob ha criticato le operazioni militari di Israele nella Striscia di Gaza. Nel 2023, a seguito della guerra condotta da Israele contro Hamas nella Striscia di Gaza, il Governo Golob ha sospeso le licenze per l'esportazione di armi verso Israele e, nel giugno 2024, ha promosso il riconoscimento dello Stato di Palestina. In considerazione dell'uso sistematico della violenza da parte delle forze israeliane anche contro la popolazione civile, ormai ampiamente considerato come genocidio, nel luglio 2025 il Governo Golob ha vietato l'ingresso in Slovenia ai ministri israeliani di estrema destra Itamar Ben-Gvir e Bezalel Smotrich. Nel mese successivo, il Governo Golob ha imposto un embargo totale sulla vendita di armi a Israele, diventando così il primo e unico Stato membro dell’Unione europea ad adottare tale misura.

### Esplicative
1. ↑  Sebbene Robert Golob abbia precedentemente giurato come primo ministro il 25 maggio 2022, dopo aver ricevuto la fiducia da parte dell’Assemblea Nazionale, la data, tuttavia, che, vista la prassi costituzionale di concedere prima la fiducia al Capo di Governo (per renderlo “incaricato a formare il governo”) e poi ai ministri designati, è da considerarsi “ufficiale”, è quella del 1º giugno, in cui i restanti ministri, dopo aver ottenuto a loro volta la fiducia uno per uno, sono entrati in carica, rendendo effettivamente operativo il governo solo da questa data.
2. ↑  Viene riportata la situazione parlamentare solo di questa camera (e non anche del Consiglio nazionale) non solo per via dell’apartiticità di quest’ultimo, ma anche poiché solo la camera bassa (Assemblea Nazionale) ha l’effettivo potere di controllare il rapporto di fiducia con l'esecutivo.
3. ↑  Ufficialmente, “Relazioni tra la Repubblica di Slovenia e le comunità nazionali autoctone slovene nei paesi confinanti e tra la Repubblica di Slovenia e gli sloveni nel mondo”.
4. ↑  Soppresso in data 9 gennaio 2023 per formare il Ministero dell’Istruzione ed il Ministero dell’Istruzione Superiore, della Scienza e dello Sport.
5. 1 2  Istituito in data 9 gennaio 2023 dalla soppressione del Ministero dell’Istruzione, della Scienza e dello Sport.
6. ↑  Fino al 24 gennaio 2023, Ambiente e Pianificazione territoriale.
7. 1 2  Ministero senza portafoglio fino al 24 gennaio 2023.

### Fonti
1. ↑   Stefano Giantin, Slovenia, il Parlamento conferma Golob premier incaricato: via libera al nuovo governo di centrosinistra, Il Piccolo, 26 maggio 2022.
2. ↑   Mauro Manzin, Slovenia, il Parlamento dice sì: via al nuovo governo Golob, Il Piccolo, 1º giugno 2022.
3. ↑   Il partito progressista di Robert Golob ha vinto le elezioni in Slovenia, Il Post, 25 aprile 2022.
4. ↑  Fino al 9 gennaio 2023, “Sviluppo economico e tecnologico”.
5. ↑   Slovenia to recognise Palestinian state by mid-June, in Reuters, 9 maggio 2024.
6. 1 2 3   La Slovenia ha imposto un embargo alla vendita di armi a Israele: è il primo paese dell'Unione Europea a farlo, su Il Post, 1º agosto 2025. URL consultato il 1º agosto 2025.
7. ↑   Slovenia: il Parlamento riconosce lo Stato palestinese, su euronews, 5 giugno 2024. URL consultato il 1º agosto 2025.
8. ↑   Osservatorio Balcani e Caucaso, Slovenia: vietato l'ingresso a due ministri israeliani, su OBC Transeuropa. URL consultato il 1º agosto 2025.
9. ↑   La Slovenia impone l’embargo militare a Israele: è il primo paese dell’Unione europea, su il manifesto, 1º agosto 2025. URL consultato il 1º agosto 2025.